# Synagoga w Hajnówce
Synagoga w Hajnówce – gmina żydowska powstała w Hajnówce dopiero tuż przed I wojną światową. W roku 1921 na 748 mieszkańców gmina liczyła 41 członków, a w roku na 12 tys. mieszkańców, gmina żydowska liczyła 250 członków. W latach IX 1939-1941 w mieście, które znajdowało się pod okupacją Rosji Radzieckiej, znajdowało się około 600 Żydów.
Synagoga znajdowała się w rejonie ul. ks. Wierobieja na placu Orzechowskich w tzw. Zaułku Młynarskim (w miejscu obecnego transformatora TRAFO). Budowa bożnicy została ukończona na przełomie 1928 i 1929 roku. Budynek świątyni miał wymiary około 20 x 12 metrów i 5 metrów wysokości. Był zbudowany z drewna, kryty dachem dwuspadowym, krytym blachą pomalowaną na biało-niebiesko. We wnętrzu znajdowały się malowidła utrzymane w podobnej kolorystyce. Na fasadzie widniała Gwiazda Dawida. Synagogę spalili Niemcy w dniu 25 czerwca 1941 roku poprzez wrzucenie do środka granatów. W miejscu dawnej synagogi w tej chwili znajduje się stacja Trafo.
W budynku Sokoła przy ul. Grunwaldzkiej była szkoła żydowska, naprzeciw której była łaźnia żydowska (mykwa) zbudowana na krótko przed wojną i rozebrana przez Rosjan w 1940 roku.